# Corc de l'ametller
El corc de l'ametller (Scolytus amygdali) és una espècie de coleòpter polífag de la família dels curculiònids. Tot i el seu nom, a més dels ametllers els corcs poden infestar també altres espècies del gènere Prunus com ara presseguers, pruneres i albercoquers i també pereres.

## Biologia
Els adults fan de dos a quatre mil·límetres de longitud. Tenen el cap de color marró fosc, quasi negre, i l'abdomen de color marró clar. La femella adulta corca una «galeria materna», on pon de cinquanta a cent ous, en branques debilitades o al tronc. Fa la posta allà on troba saba però no pas en gran quantitat, perquè molta saba podria arribar a inundar la galeria. Els adults viuen fora de l'arbre o en galeries nutrícies que excaven en brots entre l'escorça i l'albeca.
Les larves són de color blanc. En néixer excaven galeries i després es transformen en nimfes en una cambra nimfal també excavada a la fusta. En sortir del capoll, l'adult forada l'escorça per a poder eixir a l'exterior. Les marques dels forats, enturades de goma, són molt característiques. Cada any poden viure de tres a cinc generacions, depenent del clima. La primera generació apareix cap al maig o juny i la darrera a primeria de tardor, la qual hivernarà sota l'escorça en estadi de larva.

## Control
Les larves poden causar la mort d'un arbre en cas d'infecció greu, puix impedeixen que hi pugi prou saba. Atacar directament les larves que viuen amagades sota l'escorça és quasi impossible, puix les insecticides no les hi atenyen. La manera idònia de fer-ne un control, ja sigui amb mitjans biològics o químics, és impedir-los la posta. Per a aconseguir-ho cal atacar els adults durant el temps (curtíssim) que ixen d'un arbre i s'envolen per a anar a infectar-ne d'altres.
Si els arbres són en bona salut, l'atac esdevé més difícil perquè les larves tenen dificultats a sobreviure quan la pujada de saba és abundant. Amb un adob a base de sulfat d'amoni es pot estimular la pujada de la saba. La millor època perquè la saba «inundi» així les galeries és de novembre a gener, quan les larves són en dormició.
Es poden col·locar trampes fetes de branques podades lligades a les branques principals o al tronc. Com que el corc prefereix d'entrar a l'arbre aprofitant les branques més dèbils, estes trampes permeten d'agafar una part dels ous evitant que es pongueren en l'arbre viu. Estes branques s'han de llevar al cap de deu o quinze dies d'haver-les posades i cremar-les tot seguit. La poda regular de branques seques o atacades seguida d'una crema immediata del podam també ajuda a controlar la malura.
La infecció artificial amb el fong Beauveria bassiana, un enemic natural, ha donat resultats prometedors. Les trampes a base de feromones encar són en un estadi experimental. També el coneixement d'altres enemics natural avença, però encara no s'han desenvolupat mètodes per a estimular la proliferació artificial d'aquest paràsits com a arma de control biològic del corc de l'ametller.